# MG 81
La MG 81 (acrónimo de Maschinegewehr 81, «Ametralladora 81» en alemán) fue una ametralladora de 7,92 mm producida por Rheinmetall-Borsig y que podía montarse en las alas, el fuselaje y afustes flexibles simples o múltiples de los aviones de la Luftwaffe durante la Segunda Guerra Mundial. Reemplazó a la ya obsoleta MG 15.

## Diseño
Fue desarrollada por Mauser como un producto derivado de su exitosa ametralladora de infantería MG 34. El enfoque del desarrollo estaba en reducir costos y tiempo de producción y que fuera óptimo para la aviación. Fue desarrollada entre 1938 y 1939 y estuvo en producción entre 1940 y 1945.

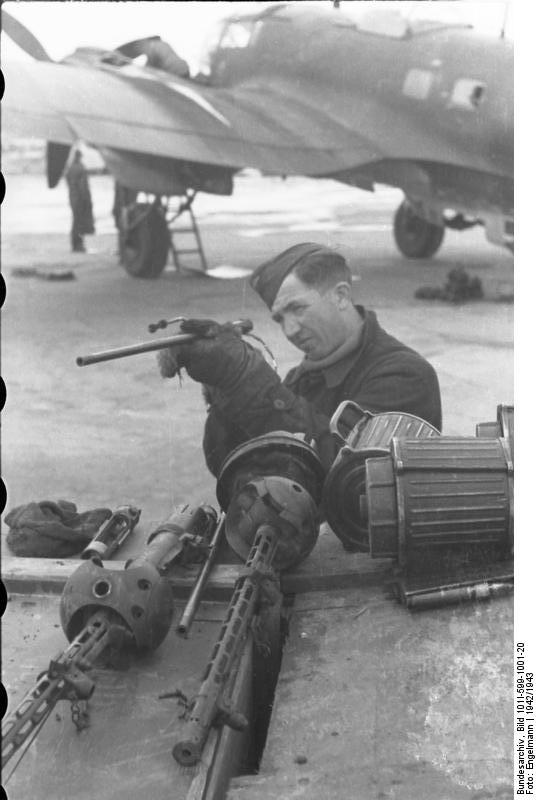
Armero de la Luftwaffe limpiando unas MG 81.
Al fondo, un Heinkel He 111. Francia, 1942.

La MG 81 de 1942 fue la respuesta alemana a la solicitud de un arma de calibre 7,92 mm, de disparo ultrarrápido.
Su sistema de funcionamiento era similar al de sus antecesoras, un cerrojo que retrocedía de forma rectilínea y usando un poderoso resorte para completar la acción mecánica. Para lograr una mayor cadencia de disparo, se empleaba un cerrojo mucho más ligero.
La mayoría de las MG 81 fueron configuradas como MG 81Z (Z por Zwilling - gemelo) uniendo dos armas a un gatillo único, y permitió un mayor poder de fuego con una cadencia superior a los 3.000 disparos por minuto sin requerir mucho más espacio que una ametralladora del modelo estándar.

## Uso
La MG 81Z fue empleada en varios montajes singulares a bordo de los aviones de la Luftwaffe, tales como dos MG 81Z (cuatro ametralladoras en total) instaladas en el cono hueco de la cola del Dornier Do 217. Designada como R19 (siendo R la abreviación de Rüstsatz), era un kit de mejora/conversión producido por la empresa para modificaciones de campo, que le permitía al piloto del Do 217 disparar contra los cazas.
Otra aplicación fue la Gießkanne («regadera», en alemán), un contenedor de armamento con tres MG 81Z, en total seis ametralladoras con su respectiva munición. Capaz de una cadencia de 9.000 disparos/minuto, era acoplado en un soporte subalar del Junkers Ju 87 o el Junkers Ju 88 y se empleaba para ametrallar blancos en tierra.

## Especificaciones MG 81Z
- Peso: 12,9 kg
- Longitud: 915 mm (965 mm con freno de boca).
- Velocidad en boca: entre 705 m/s y 790 m/s, dependiendo del tipo de munición.
- Cadencia: 2.800-3.200 disparos por minuto.